# Aidonochóri (ort i Grekland, Mellersta Makedonien)
Aidonochóri (Aidonochori) är en ort i Grekland.   Den ligger i prefekturen Nomós Serrón och regionen Mellersta Makedonien, i den nordöstra delen av landet, 300 km norr om huvudstaden Aten. Aidonochóri ligger 196 meter över havet och antalet invånare är 287.
Terrängen runt Aidonochóri är kuperad söderut, men norrut är den platt. Närmaste större samhälle är Mavrothálassa, 6,1 km norr om Aidonochóri. I omgivningarna runt Aidonochóri växer i huvudsak blandskog.